# Prefontaine Classic

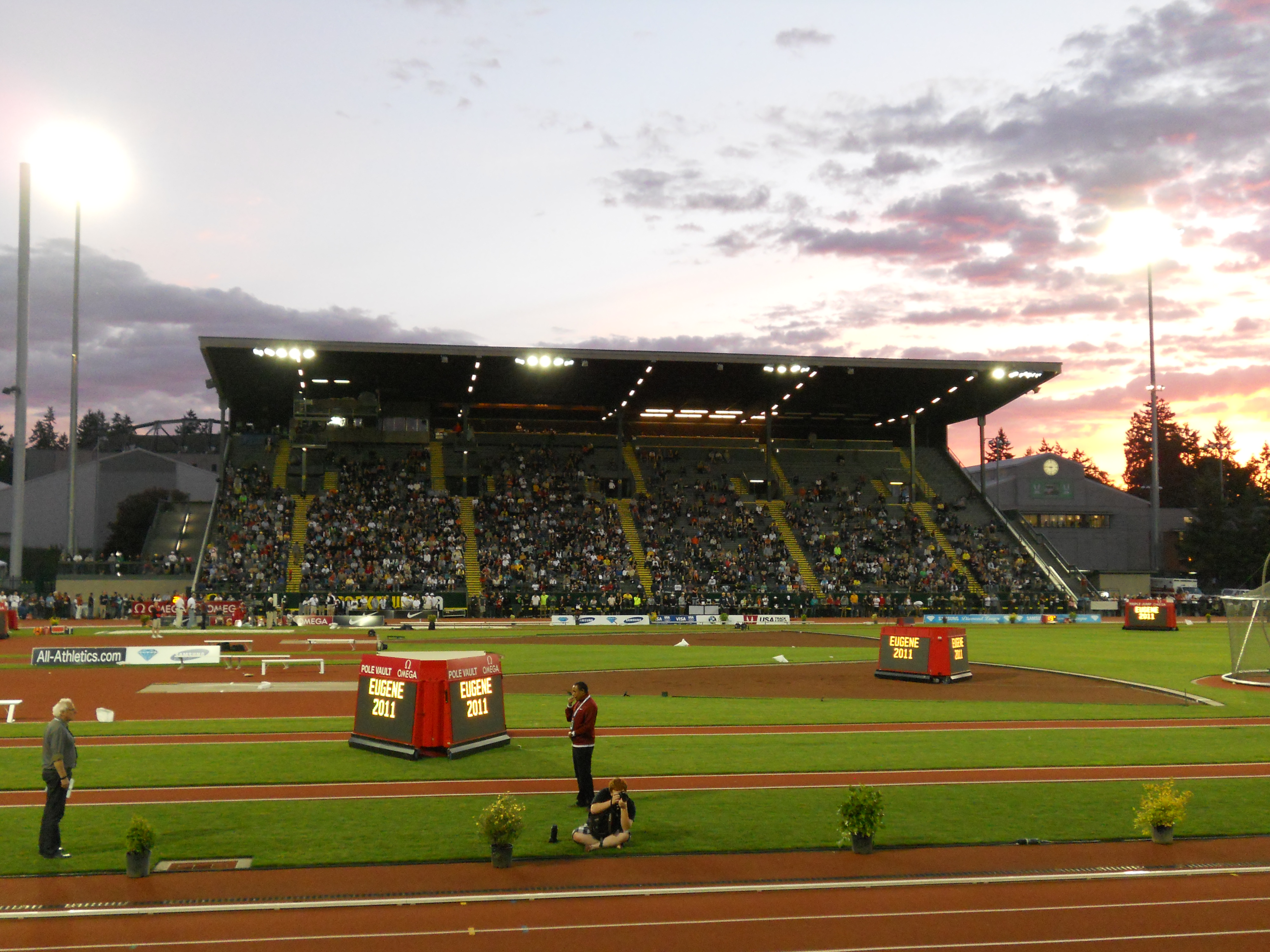
Hayward Field tijdens de Prefontaine Classic van 2011.

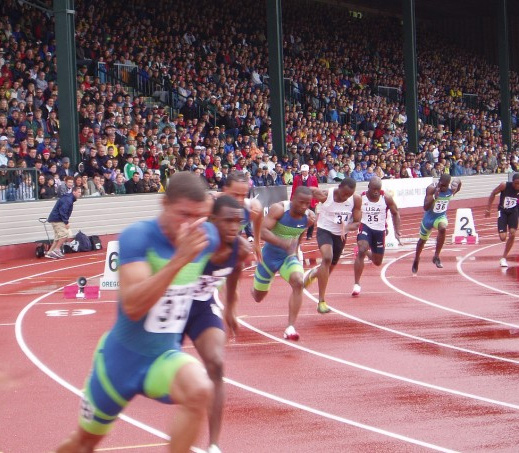
De start van de 200 m bij de Prefontaine Classic in 2006.

De Prefontaine Classic is een belangrijke jaarlijkse atletiekwedstrijd, gehouden in Eugene (Verenigde Staten). De wedstrijd vindt plaats in Hayward Field, het atletiekstadion dat toebehoort aan de Universiteit van Oregon. De Prefontaine Classic bestaat sinds 1975 onder zijn huidige naam, daarvoor had het de naam Hayward Field Restoration Race. De naamsverandering komt doordat de Amerikaan Steve Prefontaine een week voor de editie van 1975 stierf door een auto-ongeluk op 24-jarige leeftijd.
De Prefontaine Classic behoorde tot de Grand Prix-wedstrijden van 2005 tot en met 2009, de jaren dat die categorie wedstrijden bestond. Vanaf 2010 behoort de wedstrijd tot de Diamond League-wedstrijden. In 2023 was de Prefontaine Classic de finale van de Diamond League en waren de onderdelen verdeeld over 2 dagen.

## Wereldrecords bij de Prefontaine Classic
Er is in de 50 keer dat de Prefontaine Classic is gehouden negenmaal een wereldrecord gelopen. Twee daarvan zijn in dezelfde wedstrijd gelopen, Moses Mosop liep tijdens zijn race over 30.000 meter ook met een tussentijd een wereldrecord op de 25.000 meter. Tijdens de Diamond League finale van 2023 vielen er twee wereldrecords binnen een paar uur tijd, Gudaf Tsegay en Armand Duplantis verbraken beiden het wereldrecord op hun disciplines. Hetzelfde gebeurde bij de Diamond League wedstrijd in 2025 door Beatrice Chebet en Faith Kipyegon.
| Datum             | Aleet            | Onderdeel            | Prestatie | Huidig wereldrecord             |
| ----------------- | ---------------- | -------------------- | --------- | ------------------------------- |
| 1975              | Don Quarrie      | 220 yard             | 19,92 s   | Nee                             |
| 5 juni 1982       | Mary Decker      | 5000 m               | 15.08,26  | Nee, verbeterd op 28 juni 1984  |
| 3 juni 2011       | Moses Mosop      | 25.000 m             | 1:12.25,4 | Ja                              |
| 3 juni 2011       | Moses Mosop      | 30.000 m             | 1:26.47,4 | Ja                              |
| 17 september 2023 | Gudaf Tsegay     | 5000 m               | 14.00,21  | Nee, verbeterd op 5 juli 2025   |
| 17 september 2023 | Armand Duplantis | polsstokhoogspringen | 6,23 m    | Nee, verbeterd op 20 april 2024 |
| 25 mei 2024       | Beatrice Chebet  | 10.000 m             | 28.54,14  | Ja                              |
| 5 juli 2025       | Faith Kipyegon   | 1500 m               | 3.48,68   | Ja                              |
| 5 juli 2025       | Beatrice Chebet  | 5000 m               | 13.58,06  | Ja                              |

## Meetingrecords
| Onderdeel            | Prestatie              | Atleet               | Nationaliteit | Datum             |
| -------------------- | ---------------------- | -------------------- | ------------- | ----------------- |
| 100 m                | 9,80 s (+1,3 m/s)      | Steve Mullings       | JAM           | 4 juni 2011       |
| 200 m                | 19,52 s (+1,5 m/s)     | Noah Lyles           | USA           | 21 augustus 2021  |
| 300 m                | 31,30 s                | LaShawn Merritt      | USA           | 7 juni 2009       |
| 400 m                | 43,60 s                | Michael Norman       | USA           | 28 mei 2022       |
| 800 m                | 1.42,80                | Emmanuel Wanyonyi    | KEN           | 17 september 2023 |
| 1000 m               | 2.13,62                | Abubaker Kaki Khamis | SUD           | 3 juli 2010       |
| 1500 m               | 3.28,76*               | Jakob Ingebrigtsen   | NOR           | 16 september 2023 |
| mijl                 | 3.43,73                | Jakob Ingebrigtsen   | NOR           | 16 september 2023 |
| 3000 m               | 7.23,63                | Jakob Ingebrigtsen   | NOR           | 17 september 2023 |
| 2 mijl               | 8.03,50                | Craig Mottram        | AUS           | 10 juni 2007      |
| 5000 m               | 12.50,05               | Berihu Aregawi       | ETH           | 28 mei 2022       |
| 10.000 m             | 26.25,97               | Kenenisa Bekele      | ETH           | 8 juni 2008       |
| 25000 m              | 1:12.25,4*             | Moses Mosop          | KEN           | 3 juni 2011       |
| 30000 m              | 1:26.47,4              | Moses Mosop          | KEN           | 3 juni 2011       |
| 110 m horden         | 12,90 s (+1,6 m/s)     | David Oliver         | USA           | 3 juli 2010       |
| 110 m horden         | 12,87 s (+2,4 m/s)     | Liu Xiang            | CHN           | 2 juni 2012       |
| 400 m horden         | 46,39 s                | Rai Benjamin         | USA           | 16 september 2023 |
| 3000 m steeple       | 8.01,71                | Ezekiel Kemboi       | KEN           | 30 mei 2015       |
| hoogspringen         | 2,41 m                 | Mutaz Essa Barshim   | QAT           | 30 mei 2015       |
| polsstokhoogspringen | 6,23 m                 | Armand Duplantis     | SWE           | 17 september 2023 |
| verspringen          | 8,74 m (−1,2 m/s)      | Dwight Phillips      | USA           | 7 juni 2009       |
| hink-stap-springen   | 18,11 m (+0,8 m/s)     | Christian Taylor     | USA           | 27 mei 2017       |
| kogelstoten          | 23,15 m                | Ryan Crouser         | USA           | 21 augustus 2021  |
| discuswerpen         | 71,32 m                | Ben Plucknett        | USA           | 4 juni 1983       |
| kogelslingeren       | 83,16 m                | Rudy Winkler         | USA           | 5 juli 2025       |
| speerwerpen          | 93,72 m (oude speer)   | Tom Petranoff        | USA           | 4 juni 1983       |
| speerwerpen          | 89,88 m (nieuwe speer) | Thomas Röhler        | GER           | 25 mei 2018       |

* doorkomsttijd
| Onderdeel            | Prestatie          | Atlete                 | Nationaliteit | Datum             |
| -------------------- | ------------------ | ---------------------- | ------------- | ----------------- |
| 100 m                | 10,54 s (+0,9 m/s) | Elaine Thompson-Herah  | JAM           | 21 augustus 2021  |
| 200 m                | 21,57 s (+0,3 m/s) | Shericka Jackson       | JAM           | 17 september 2023 |
| 400 m                | 49,34 s            | Ana Guevara            | MEX           | 24 mei 2003       |
| 800 m                | 1.54,97            | Athing Mu              | USA           | 17 september 2023 |
| 1000 m               | 2.32,33            | Maria de Lurdes Mutola | MOZ           | 4 juni 1995       |
| 1500 m               | 3.48,68            | Faith Kipyegon         | KEN           | 5 juli 2025       |
| mijl                 | 4.21,25            | Mary Slaney            | USA           | 2 juli 1988       |
| 2000 m               | 5.31,52            | Vivian Cheruiyot       | KEN           | 7 juni 2009       |
| 3000 m               | 8.18,49            | Sifan Hassan           | NED           | 30 juni 2019      |
| 2 Eng. mijl          | 8.59,08            | Francine Niyonsaba     | BUR           | 27 mei 2022       |
| 5000 m               | 13.58,06           | Beatrice Chebet        | KEN           | 5 juli 2025       |
| 10.000 m             | 28.54,14           | Beatrice Chebet        | KEN           | 25 mei 2024       |
| 100 m horden         | 12,24 s (+0,7 m/s) | Kendra Harrison        | USA           | 28 mei 2016       |
| 400 m horden         | 51,98 s            | Femke Bol              | NED           | 17 september 2023 |
| 3000 m steeple       | 8.45,25            | Winfred Yavi           | BAH           | 5 juli 2025       |
| hoogspringen         | 2,04 m             | Maria Lasitskene       | RUS           | 30 juni 2019      |
| polsstokhoogspringen | 4,86 m             | Katie Moon             | USA           | 16 september 2023 |
| verspringen          | 7,31 m             | Marion Jones           | USA           | 31 mei 1998       |
| hink-stap-springen   | 15,35 m (+1,7 m/s) | Yulimar Rojas          | VEN           | 16 september 2023 |
| kogelstoten          | 20,94 m            | Chase Jackson          | USA           | 5 juli 2025       |
| discuswerpen         | 70,68 m            | Valarie Allman         | USA           | 5 juli 2025       |
| kogelslingeren       | 78,88 m            | Camryn Rogers          | CAN           | 5 juli 2025       |
| speerwerpen          | 67,70 m            | Christina Obergföll    | GER           | 31 mei 2013       |